# PS/2接口
PS/2端口是一種PC相容型電腦系統上的介面，用來連結鍵盤及滑鼠。其名稱來源於1987年IBM推出的個人電腦：PS/2系列電腦。PS/2滑鼠連接通常取代舊式的序列滑鼠接口（DB-9 RS-232），而PS/2鍵盤連接則取代為IBM PC/AT設計的大型5針/180° DIN接口。PS/2的鍵盤及滑鼠介面在電氣特性上非常類似，採用了相同的通信協議，但鍵盤介面需要雙向溝通。
PS/2平台引入了一個與鍵盤端口設計相同的第二個端口來連接滑鼠，然而某些系統的鍵盤和滑鼠端口可能無法互換，因為兩種設備使用不同的指令集，且設備驅動程序通常被硬編碼來分別在鍵盤與滑鼠的端口地址上與這些設備通信。在早期，如果對調鍵盤和滑鼠的插槽，大部份的桌上型電腦主機板無法正確識別。現在已經出現共用接口，能夠隨意插入鍵盤或滑鼠並正確識別處理。
目前，PS/2接口已逐漸被USB取代，僅少部分桌上型電腦仍提供完整的PS/2鍵盤及滑鼠接口，部分機器甚至已無PS/2接口，大多數機器僅提供一組鍵盤及滑鼠共用的PS/2接口或僅供鍵盤使用。有些滑鼠及鍵盤可以使用轉換器將USB接口轉為PS/2，或者利用轉接線從USB分接成鍵盤和滑鼠的PS/2接口。不過，由於USB接口在未經特殊調整下僅能支援6鍵無衝突，而PS/2鍵盤接口則可支援所有按鍵同時無衝突。因此大多數主機板上的PS/2鍵盤接口仍被保留，但僅保留一組鍵盤及滑鼠共用的PS/2接口的主機板日益普遍，鍵盤及滑鼠分別擁有單獨PS/2接口的主機板已相當少見。
需要注意的是，PS/2接口在設計上不支援熱插拔，儘管大多數PS/2鍵盤在實踐中可以熱插拔使用，但仍應避免這種行為。即使設備支持混用鍵盤和滑鼠接口，跨接口類型的熱插拔通常無法實現，需要重啟設備後才能正常工作，這是由控制器和操作系統的限制共同導致的。

## 顏色代碼
原始的PS/2連接器為黑色，或與連接線顏色相同（主要為白色）。後來，PC 97標準引入了顏色編碼：符合標準的鍵盤端口和鍵盤插頭為紫色，滑鼠端口和插頭為綠色。（一些廠商最初使用了不同的顏色編碼，例如羅技曾短暫使用橙色作為鍵盤連接器的顏色，但不久後便改為紫色。）如今，大多數PC仍然採用此顏色編碼。雖然連接器的針腳排列相同，但大多數的電腦將無法識別連接到錯誤的端口的設備。

## 外部連結
- (PDF). . IBM. October 1990.
- , Burton sys.
- , Computer engineering,   [11 September 2006], （原始内容存档于1 September 2006）.
- , Beyond logic,   [25 March 2012], （原始内容存档于30 August 2018）.